# شمارشگر گایگر

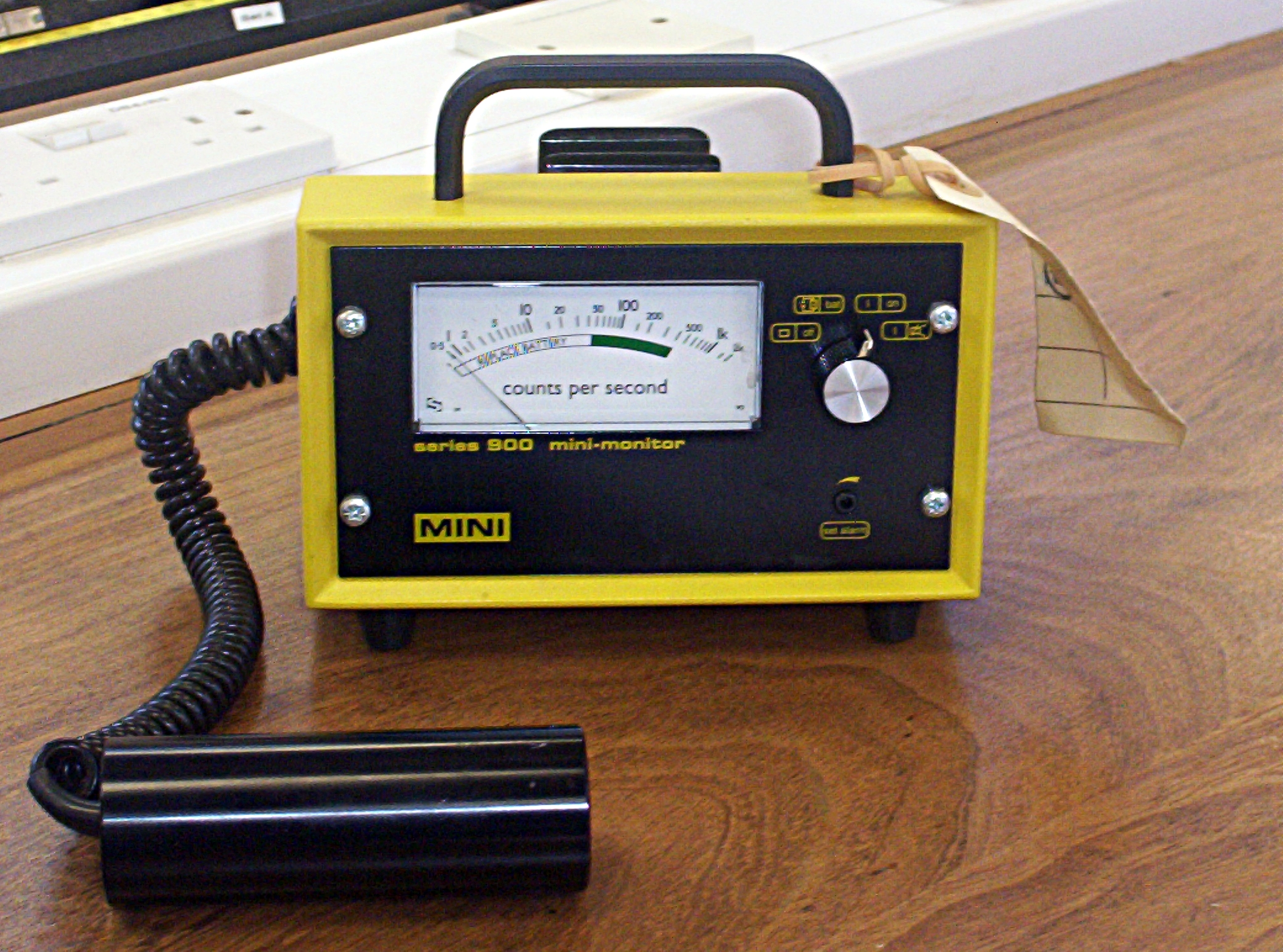
یک شمارشگر گایگر

شمارشگر گایگر یا شمارشگر گایگر مولر (به انگلیسی: Geiger-Müller counter) یک نوع شمارشگر ذرات بنیادی است که توانایی شناسایی ذرات باردار را دارد. شمارشگر گایگر یک نوع شمارشگر گازی است.
از این نوع شمارشگرها معمولاً برای سنجش آلودگی‌های رادیواکتیو (field surveys) نیز استفاده می‌کنند.